# Pardosa schubotzi
Pardosa schubotzi är en spindelart som först beskrevs av Embrik Strand 1913.  Pardosa schubotzi ingår i släktet Pardosa och familjen vargspindlar. Inga underarter finns listade i Catalogue of Life.